# Manuela Arcuri

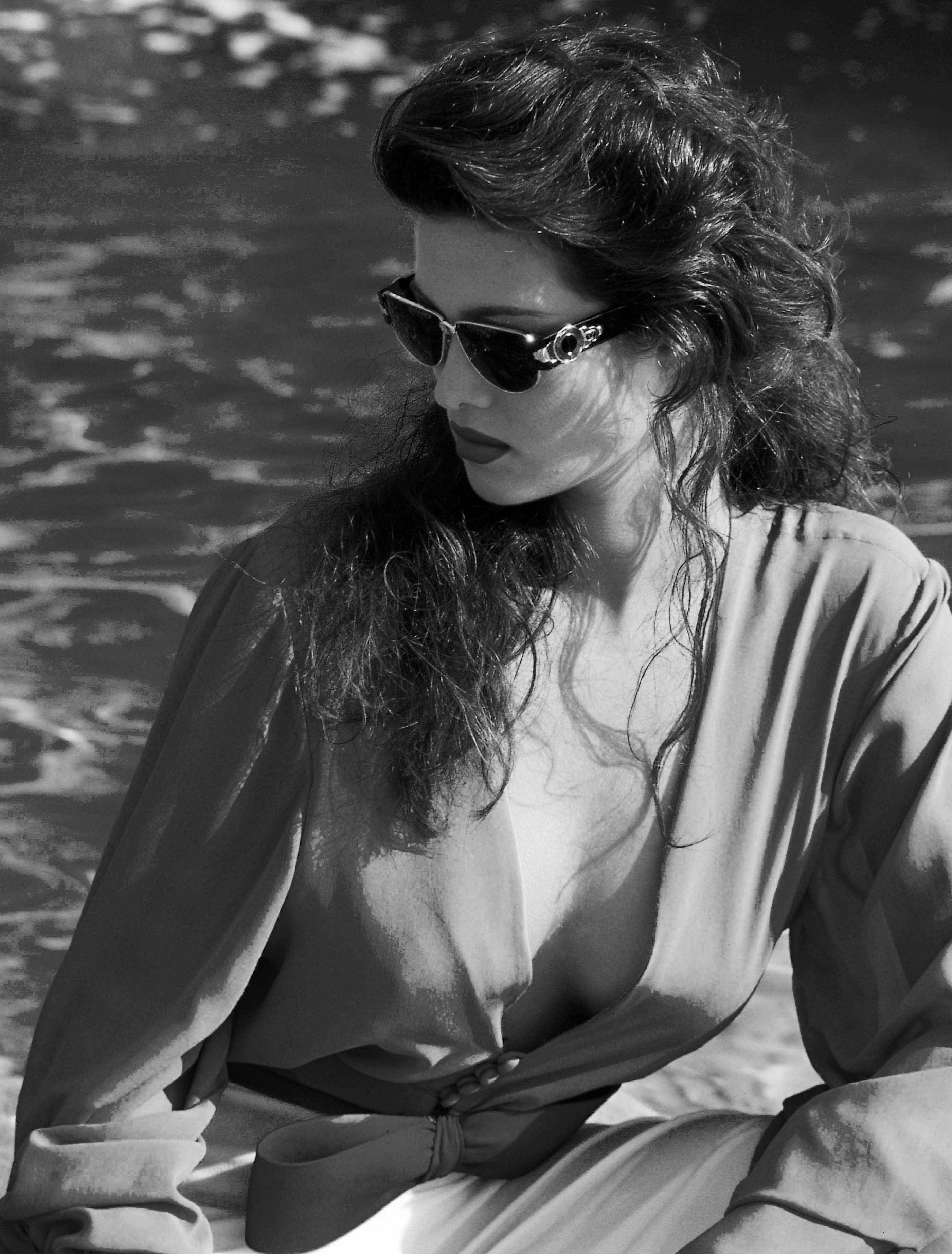
Manuela Arcuri (1996)

Manuela Arcuri (* 8. Januar 1977 in Anagni) ist eine italienische Schauspielerin.

## Leben
Arcuri erfüllte mit ihrem schönen Gesicht und hohem Wuchs die Kriterien der Schönheitsköniginnen vor allem der 1950er Jahre und leitete nach ihrem nie beendeten Schauspielstudium an der Accademia nazionale d’arte drammatica Mitte der 1990er Jahre ein Comeback dieses Frauentypus im italienischen Kino ein, das vor allem bei Männern hervorragend ankam. Daneben war sie bei Fernsehauftritten als dunkelhaarige Co-Moderatorin neben blonden Kolleginnen wie Vittoria Belvedere gefragt. Auf diese Weise gelang ihr auch der endgültige Durchbruch, als sie beim Sanremo-Festival 2002 neben Pippo Baudo auftrat. Einen Serienerfolg konnte Arcuri als Frau eines Polizisten in Carabinieri (2001) feiern. Auch für etliche Musikvideos wurde sie engagiert, wie beispielsweise im Jahr 2007 für Somewhere Here on Earth mit Prince.
Die Klatschpresse interessierte sich vielfach für ihr nachgesagte Affären und Begleiter.

## Filmografie (Auswahl)
- 1995: Die schwarzen Löcher (I buchi neri)
- 1995: Viaggi di nozze
- 1995: I laureati
- 1996: Uomini senza donne
- 1996: A spasso nel tempo
- 1997: Uno sguardo dal ponte
- 1997: Cuori perduti
- 1998: Pepe Carvalho: Auf der Suche nach Sheherazade (Alla ricerca di Sheherazade) (Fernsehserie, Folge 1x08)
- 1999: Anni '60 (Fernsehserie, Folge 1x03)
- 1999: Bagnomaria
- 1999: Ich will im Bett unten liegen (Voglio stare sotto al letto)
- 2000: Teste di cocco
- 2000: A ruota libera
- 2001: Juana la Loca
- 2002–2003: Carabinieri (Fernsehserie, 23 Folgen)
- 2003: Cosa de brujas
- 2004: Con le unghie e con i denti (Fernsehfilm)
- 2005: Imperia, la grande cortigiana (Fernsehfilm)
- 2005: Carabinieri: Sotto copertura (Fernsehfilm)
- 2005: Regina dei fiori (Fernsehfilm)
- 2006: L’onore e il rispetto (Fernsehserie, Folge 1x01)
- 2007: Donne sbagliate (Fernsehfilm)
- 2007–2010: Caterina e le sue figlie (Fernsehserie, 14 Folgen)
- 2008: Io non dimentico (Fernsehfilm)
- 2008: Mogli a pezzi (Fernsehserie, 4 Folgen)
- 2009: So che ritornerai (Fernsehfilm)
- 2010–2014: Il peccato e la vergogna (Fernsehserie, 14 Folgen)
- 2011: Sangue caldo (Fernsehserie, 6 Folgen)
- 2013: Pupetta: Il coraggio e la passione (Fernsehserie, 4 Folgen)
- 2016: Non si ruba a casa dei ladri
- 2017: Il bello delle donne… alcuni anni dopo (Fernsehserie, 6 Folgen)
- 2022: Blades in the Darkness
- 2023: Hoganbiiki Hoganbiiki – Il valore della sconfittaIl valore della sconfitta